# رودولفو زاباتا
رودولفو زاباتا (بالإسبانية: Rodolfo Zapata)‏ هو مدرب كرة قدم ولاعب كرة قدم أرجنتيني، ولد في 1 مايو 1966 في بوينس آيرس في الأرجنتين.